# Hattenbergtunnel
Der Hattenbergtunnel ist ein 444 m langer Eisenbahntunnel der Schnellfahrstrecke Hannover–Würzburg. Er liegt westlich der hessischen Marktgemeinde Niederaula.
Der zweigleisige Tunnel wird seit 1991 planmäßig mit einer Geschwindigkeit von bis zu 250 km/h befahren.

## Lage und Verlauf
Das Bauwerk liegt zwischen den Streckenkilometern 203,853 und 204,297.
Die Gradiente fällt nach Süden ab. Nördlich folgt auf den Tunnel die Aula-Talbrücke, südlich die Hattenbach-Talbrücke.
Die zulässige Geschwindigkeit im Bereich des Bauwerks liegt bei 280 km/h.

## Geschichte

### Planung
Noch Ende 1984 war das Bauwerk mit einer Länge von 410 m geplant gewesen. Die kalkulierten Kosten lagen bei 13,0 Millionen DM. Die Bauausführung sollte zwischen März 1986 und Mai 1987 erfolgen.
Der Tunnel war Teil des Planungsabschnitts 15 im Mittelabschnitt der Neubaustrecke.

### Bau
Der Tunnel wurde am 8. August 1986 als Irmgard-Tunnel angeschlagen.
Im Bereich des Nordportals wurde eine beidseitig verankerte Großbohrpfahlwand aufgrund unzureichender Scherfestigkeiten als Maßnahmen zur Verbesserung der Standsicherheit des bestehenden Hangs notwendig. Vom Nordportal des Tunnels bis 60 m südlich des Portals soll die Wand Seitendruck vom Tunnelbauwerk abhalten. Diese Wand diente gleichzeitig der Sicherung der bis zu rund 25 m tiefen Portalbaugrube. Zwischen dem südlichsten Pfeiler der angrenzenden Hattenberg-Talbrücke und dem Nordportal des Tunnels wurde ein Kontrollgang angelegt.